# ريتشارد لينون
ريتشارد لينون (بالإنجليزية: Richard Lennon)‏ هو كاهن كاثوليكي أمريكي، ولد في 26 مارس 1947 في أرلينغتون ‏ في الولايات المتحدة، وتوفي في 29 أكتوبر 2019 في كليفلاند في الولايات المتحدة.